# Boldurești
Boldurești est une commune du Raion de Nisporeni en Moldavie.
La population était de 3 350 habitants en 2004.

## Histoire
Pendant la Seconde guerre mondiale une partie de l’IAP-55 se trouvait à Boldurești sur la base aérienne avancée de l'aérodrome militaire de Bălți de Singureni.